# Wuchi-Straße
Wuchi-Straße (五尺道,  Wǔchǐ dào – „Fünf-Chi-Straße“) ist eine alte Shu-Straße. Ihr Name rührt daher, weil sie fünf Chi breit ist. Ihr Bau wurde in der Zeit der Qin-Dynastie unter Kaiser Qin Shihuang begonnen, der die Zentralchinesische Ebene mit dem Südwesten verbinden wollte. Es war die wichtigste Verbindung zwischen dem Yunnan-Guizhou-Plateau und dem Sichuan-Becken. Im Süden führt sie bis zum heutigen Qujing im Osten der Provinz Yunnan.